# Ákos Sziráki
Ákos Sziráki (* 1969 in Budapest) ist ein in Deutschland lebender ungarischer Bildhauer, Maler und Objektkünstler.

## Leben und Wirken
Mit etwa zwölf Jahren zog der in Budapest aufgewachsene Sziráki mit seiner Mutter zu Freunden nach Aachen, nachdem sein Vater die Familie verlassen und sich als Künstler in Schweden niedergelassen hatte. Nach dem Abitur studierte Sziráki von 1989 bis 1994 an der Zuyd Hogeschool in Maastricht zunächst Design, wechselte aber bereits nach drei Monaten in die Bildhauerklasse. Noch während seiner Studienzeit war Sziráki 1993 an der Organisation der 1. Biennale Europäischer Akademien in Maastricht beteiligt und übernahm vertretungsweise die Leitung der Meisterklasse von Kazuo Katase.
Nach Abschluss seines Studiums kehrte Sziráki nach Aachen zurück, wo er sich in den darauf folgenden Jahren als Maler, Grafiker und Bildhauer in einem Atelier künstlerisch betätigte. Darüber hinaus gehörte er 1995 zu den Gründungsmitgliedern des Bundesverbandes Bildender Künstler Aachen/Euregio e.V. (BBK Aachen), einer Untergliederung des Gesamtverbandes des BBK, den er bis 1998 auch als Vorsitzender leitete.
In diesen ersten Jahren seiner künstlerischen Tätigkeit war Sziráki an vielen Gruppenausstellungen im Raum Aachen, Maastricht und Köln beteiligt. Mitte der 2000er Jahre siedelte er nach Bedburg um, wo er sich im Ortsteil Grottenherten ein Landhaus kaufte und in der dazugehörenden ehemaligen Scheune ein eigenes Atelier einrichtete. Hier trat er der im Jahr 2011 gegründeten Künstlergruppe „Elf im Glashaus“ bei, die zu einem feststehenden Begriff für anspruchsvolle Kunst in Bedburg geworden ist. Darüber hinaus ist Sziráki weiterhin auf vielen Ausstellungen vertreten, mittlerweile verstärkt im Rhein-Erft-Kreis, aber auch international in den Niederlanden, in China und Korea.
Das Arbeitsgebiet Szirákis umfasst vor allem Skulpturen für den öffentlichen Raum und großformatige Gemälde. Aber auch die Errichtung von Lichtobjekten für größere Räume und anderen Installationen gehören zu seinem Metier.

## Ausstellungen und Symposien (Auswahl)

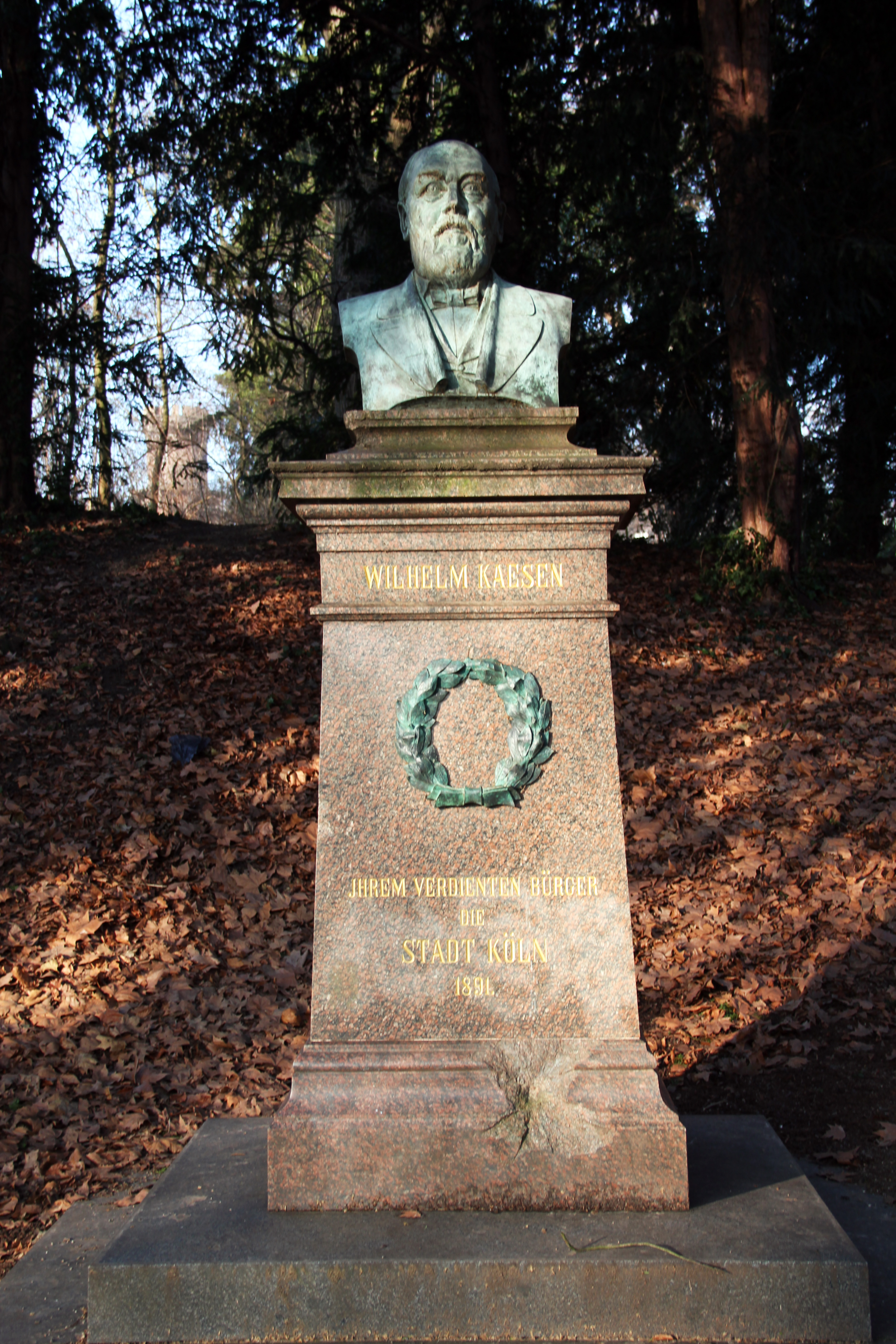
Rekonstruktion der Büste des Stadtverordneten Wilhelm Kaesen im Kölner Volksgarten

- 1994 „art multiple ´94“ Messe Düsseldorf
- 1996 „EXPO 3“ Alte Fabrik, Nettetal
- 1996 „Freundschaften“ Altes Kurhaus Aachen
- 1996 „Skulpturen“ Galerie im belgischen Viertel, Köln
- 1997 „Ákos Sziráki“ KPV – Kunstforum, Köln
- 1998 Internationales Kunstsymposium in Bran, Rumänien
- 1999 „5 Künstler vor 2000“ (Art Millennium) Aula Carolina, Aachen
- 2000 „het menselijk lichaam“ Entre-Deux, Maastricht (NL)
- 2000 „CoupRavage“ Vrijthof, Maastricht NL, Bildhauersymposium
- 2002 Internationales Künstlertreffen „Crossing Borders“, ArToll Kunstlabor in Bedburg-Hau
- 2002 Rekonstruktion der Büste des Stadtverordneten Wilhelm Kaesen in Bronze, (orig. von 1881); Volksgarten, Köln
- 2003 „Seoul International Art Festival“, the 9th 21C ICAA im Sejong Arts Center, Gwanghwamun Gallery, Seoul, Korea
- 2006 „Human, Nature and Arts“, Yushun Museum in Harbin, China
- 2007 „Friends“, 14th Qingdao International Art Festival of 21C ICAA (Independent Contemporary Art Advisors) in China
- 2007 „Depot_Dialoge“ Installation mit Christian Psyk, Dortmund, Germany
- 2008 „Kunst Dagen Wittem“ 21. Ausführung der Kunsttage Gulpen-Wittem, Niederlande
- 2008 The Nowon Gallery Park International Sculpture Symposium 2008, Seoul, South Korea
- 2009 „Tomorrow“ The 17th Seoul International Art Festival of 21C ICAA in the Chosunilbo Museum Seoul, Korea
- 2011 1st New Expression of World Art Exhibition, Henan Art Museum in Zhengzhou, China
- 2012  „24. KunstTage Rhein-Erft“ in der Abtei Brauweiler, (Köln)
- 2012 „Glowing Soul“ eine Audiovisuelle Installation mit Helmut Tollmann, auf Schloss Bedburg
- 2013 EXPO 2013 – Alte Fabrik, Nettetal
- 2013 „25. KunstTage Rhein-Erft“ in der Abtei Brauweiler, "Cosmic Elements" Audiovisuelle Installation mit Helmut Tollmann